# 基林沃思 (康乃狄克州)
基林沃斯（英語：Killingworth）是一個位於美國康乃狄克州米德爾塞克斯縣的城鎮。

## 地理
基林沃斯的座標為41°22′50″N 72°34′35″W / 41.38056°N 72.57639°W，而該地的平均海拔高度為119米（即390英尺）。

## 人口
根據2010年美國人口普查的數據，基林沃斯的面積為92.70平方千米，當中陸地面積為91.50平方千米，而水域面積為1.20平方千米。當地共有人口6403人，而人口密度為每平方千米69.07人。